# アタメ
『アタメ』（原題：¡Átame!）は、1990年制作のスペインのロマンティック・コメディ映画。ペドロ・アルモドバル監督、アントニオ・バンデラス出演。
タイトルはスペイン語で「私を縛って」の意味で、日本でのビデオタイトルは『アタメ/私をしばって!』。

## あらすじ
リッキーは3歳で孤児になり、暴力的な性格から精神病院で青春時代を送って来たが、23歳になって退院することになった。リッキーはこれを機にまっとうに生きることを決意する。そして彼は1人の女性に交際するためにアタックしようとする。かつて一夜を共にしたことのある元娼婦で、現在はB級ポルノ女優のマリーナがそれだ。
リッキーは事前に何の連絡もなく彼女の映画の撮影現場に押しかけ、いきなり求愛するが、当然相手にされなかった。するとリッキーは、彼女のアパートに押し入り、ベッドに縛りつけてしまった。
その後リッキーは、外出する時には相変わらず彼女を縛るものの、それ以外は優しく、性的関係も強要しなかった。マリーナはそんなリッキーに次第に奇妙な愛情を覚えていく。そしてある出来事をきっかけに、マリーナはついにその愛を受け入れる決意をする。

## キャスト
- マリーナ・オソリオ：ビクトリア・アブリル
- リッキー：アントニオ・バンデラス
- ローラ：ロレス・レオン
- マキシモ：フランシスコ・ラバル
- アルマ：フリエタ・セラーノ
- ロッシ・デ・パルマ

## 受賞
- 1990年度フォトグラマス・デ・プラータ
  - 作品賞
  - 映画男優賞（アントニオ・バンデラス）[2][3]

## その他
アメリカ合衆国での公開の際、MPAAからNC-17指定を受けた。